# Madisonville (Kentucky)
Madisonville – miasto w Stanach Zjednoczonych, w stanie Kentucky, siedziba administracyjna hrabstwa Hopkins. Według spisu w 2020 roku liczy 19,5 tys. mieszkańców. 